# Grêmio Desportivo Sãocarlense
Il Grêmio Desportivo Sãocarlense, meglio noto come Sãocarlense, è una società calcistica brasiliana con sede nella città di São Carlos, nello stato di San Paolo.

## Storia
Il club è stato fondato il 19 marzo 1976 come successore del Madrugada Esporte Clube, fondato il 17 gennaio 1974, che partecipò alla terza divisione statale nel 1975. Ha vinto il Campeonato Paulista Série A3 nel 1989. Nel 1996, il club ha partecipato al Campeonato Brasileiro Série C, dove è stato eliminato alla prima fase. Nel 2005, il club decise di smettere di partecipare alle competizioni della Federação Paulista de Futebol e nel 2008 si affiliò alla Liga Sãocarlense de Futebol, partecipando alle competizioni amatoriali di quest'ultima. Nel 2016, il club si affiliò alla Liga de Futebol Paulista, partecipando così alla prima edizione della Taça Paulista.

## Palmarès

### Competizioni statali
- Campeonato Paulista Série A3: 1

1989

### Altri piazzamenti
- Copa Paulista:

Semifinalista:1992